# Ching-Po Chen
Ching-Po Chen  (Tamsui, 1 oktober 1931 – 14 januari 2025) was een golfprofessional uit Taiwan. Ching-Po was een kleine, gedrongen man. Hij vertegenwoordigde zijn land elf keer op de World Cup en werd gezien als de beste golfer uit China.

## Brits Open
Al in 1956 speelde hij in het Brits Open. Met 305 eindigde hij op de 33ste plaats. Peter Thomson won voor de derde achtereenvolgende keer (286).

## De Masters
Ching-Po Chen kwalificeerde zich zes keer achter elkaar in de Masters voor de laatste twee dagen. In 1963 speelde hij in de Masters Tournament en eindigde op de 15de plaats samen met onder meer Bob Charles. Jack Nicklaus won die Masters met -2, Chen had een score van +5.
In 1964 speelde Chen weer in de Masters, hij eindigde op de 41ste plaats. In 1965 scoorde Chen 296 (+8), hetgeen een 40ste plaats opleverde, die hij weer deelde met Bob Charles. Een jaar later eindigde Chen met +10 op de 22ste plaats, Jack Nicklaus won toen de play-off van Tommy Jacobs en Gay Brewer. Hun score was 288 (par).
In 1967 bracht hij zijn hoogste score binnen, met 301 werd hij 47ste, en in 1968 speelde hij de laatste twee rondes onder par en maakte een totaal van 291. Hij werd 35ste.

## Gewonnen
- 1959: Japan Open

## Teams
- World Cup: 11x

## Trivia
Shell maakte tussen 1962-1970 een serie televisiefilms over golf, Shell’s Wonderful World of Golf. Er werden 92 afleveringen gemaakt, steeds over twee beroemde spelers, zoals Ben Hogan, Arnold Palmer, Henry Cotton, maar ook enkele vrouwen en soms een beroemde amateur, zoals Joe Carr, die drie keer het Brits Amateur won. De eerste aflevering was op 7 januari 1962 met Jerry Barber (winnaar PGA Championship) en Dai Rees en werd opgenomen op The Wentworth Club. In 1964 ging de 17de edities over Ching-Po Chen, die op de Fuji-baan van de Kawana Club in Japan tegen Tony Lema (1934-1966) speelde. Lema won later dat jaar het Brits Open. In 1966, twee jaar na de opname van de film, verongelukte Lema.
Chen overleed op 14 januari 2025 op 93-jarige leeftijd. In Mackay-ziekenhuis.